# Narotsjoffensief
Het Narotsjoffensief was een Russisch offensief aan het oostfront in de Eerste Wereldoorlog. De slag vond plaats in maart en april 1916 en werd uitgevochten tussen het keizerrijk Rusland en het Duitse Keizerrijk en werd voornamelijk gevochten om de Duitse druk op de Franse linies in Verdun te verlichten.

## Vooraf
De Franse situatie in Verdun werd alsmaar erger en generaal Joffre deed een beroep op de andere geallieerde mogendheden om voor een afleiding te zorgen, zodat de Duitsers een gedeelte van hun troepen in Verdun zouden terugtrekken.
Nicolaas II van Rusland ging in op het Franse verzoek, en koos voor het gebied rond het Naračmeer (dat tegenwoordig in Wit-Rusland ligt, een land dat toen nog niet bestond), omdat daar 350.000 Russische troepen (onderdeel van twee legergroepen) net tegenover 75.000 Duitse troepen stonden (het Duitse 10e Leger onder veldmaarschalk Hermann von Eichhorn).

## De slag
Het aanvankelijk Russische artilleriebombardement duurde twee dagen, maar was weinig accuraat en liet de meeste Duitse artilleriestukken intact. Hierna maakten de Russische troepen de fout om het niemandsland over te steken in groepen in plaats van uit te waaieren, waardoor ze een gemakkelijk doel voor de Duitse machinegeweren waren. De aanvallers wonnen een aantal kilometer terrein maar zonder echte schade aan de Duitse verdediging, die goed georganiseerd en versterkt was, aan te richten. Dit ondanks dat de Russen ver in de meerderheid waren.
Het Russische offensief liep af in april 1916. Al het door de Russen gewonnen gebied was weer verloren gegaan door Duitse tegenaanvallen. Een tweede aanval vanuit Riga op 21 maart haalde ook weinig uit.

## Achteraf
De hele operatie was een grote mislukking, en verminderde alleen maar de Russische moraal, zonder de Fransen echt te helpen.